# Ван Сінь
Ван Сінь  (кит.: 王鑫, 11 серпня 1992) — китайська стрибунка у воду, олімпійська чемпіонка.

## Виступи на Олімпіадах
| Олімпіада  | Дисципліна                | Місце |
| ---------- | ------------------------- | ----- |
| Пекін 2008 | вишка                     | 3     |
| Пекін 2008 | синхронні стрибки з вишки | 1     |